# Röllinghausen (Recklinghausen)
Röllinghausen ist ein Stadtteil von Recklinghausen im nordrhein-westfälischen Kreis Recklinghausen. Auf einer Fläche von 2,873 km² leben knapp 4.000 Einwohner. Er ist benannt nach der alten Bauerschaft Röllinghausen, deren einstiger Kern-Wohnplatz jedoch im heutigen Stadtteil Berghausen liegt.
Der Ort – Bezirk 215 – liegt im südöstlichen Bereich der Stadt Recklinghausen („östlicher Süden“), südöstlich der Kernstadt. Am südlichen Ortsrand fließt die Emscher, etwas weiter südlich verläuft der Rhein-Herne-Kanal. Am nördlichen Ortsrand verläuft die A 2, westlich des Stadtteils verläuft die Alte Grenzstraße (K 23), den Südosten passiert die aus Suderwich kommende Merveldstraße, die heute mit der Röllinghäuser Straße im Nordosten die Landesstraße L 889 bildet.

## Geschichte
Röllinghausen war eine Bauerschaft der Landgemeinde Recklinghausen. Das Loh, das früher die komplette heutige Lohwegsiedlung und an Rändern das heute verbliebene Loh (NSG) und das Johannistal (NSG) im Stadtteil Berghausen umfasste, war eine Allmende zwischen Berghausen, Röllinghausen, Suderwich und Essel. Historische Westgrenze der Landgemeinde war, südlich des Ostcharwegs, die Alte Grenzstraße, östlich der die Röllinghäuser Felder lagen.
Die Schächte 1, 2 und 6 der Zeche König Ludwig lagen im westlichen Gebiet der Bauerschaft Röllinghausen, wurden aber Namensgeber des neuen Stadtteils König Ludwig. Die Westgrenze Röllinghausens wanderte an die Zechenbahn und weiter südlich an die Reginastraße.

## Heutige Lage
Der Teil Röllinghausens südlich der A 2 ist heute ein reines Wohngebiet, während im Teil nördlich der Autobahn ein Gewerbe- und Industriegebiet angesiedelt ist, das den ähnlichen Osten von Hillerheide fließend nach Osten fortsetzt. Im Norden des Südteils steht die Herz-Jesu-Kirche unmittelbar südlich des Friedhofs. Die Pfarrei wurde 1923 eingerichtet und gehört heute zu St. Antonius, die auch Süd und König Ludwig umfasst.

## Verkehr
Die VRR-Buslinien 201, 210, 234, 236 und 237 und NE1 der Vestischen Straßenbahnen erschließen den Stadtteil.
| Linie | Verlauf | Takt (Mo–Fr)            |
| ----- | --- | ----------------------- |
| 201   | Recklinghausen Hbf – Quellberg – Berghausen – Suderwich – Röllinghausen – König Ludwig – Recklinghausen-Süd – Grullbad Hochstr. – RE-Süd Bf | einzelne Fahrten abends |
| 210   | RE-Röllinghausen – König Ludwig – Recklinghausen-Süd – Grullbad Hochstr. – RE-Süd Bf – Hochlarmark – RE-Neue Horizonte – Hertener Mark Industriegebiet – Herten-Süd – Herten Rathaus (Herten , 300 m) – Herten Mitte (Herten , 500 m)                                                                                       | 30 min                  |
| 234   | Herten Mitte (Herten , 500 m) – Herten Rathaus (Herten , 300 m) – Herten-Süd – Hertener Mark Industriegebiet – RE-Neue Horizonte – Hochlarmark Salentinstr. – Recklinghausen-Süd – Grullbad – König Ludwig Overbergstr. – Röllinghausen Marderweg – Suderwich – Essel – Groß-Erkenschwick – Oer-Erkenschwick Berliner Platz | 30 min                  |
| 236   | Recklinghausen Hbf – Hillen – Hillerheide – Röllinghausen – König Ludwig – Overbergstr. | 20/40 min               |
| 237   | Recklinghausen Hbf – Hillen – Hillerheide – Röllinghausen – König Ludwig – Herne, Pantringshof – Castrop-Rauxel-Pöppinghausen – Habinghorst – Castrop-Rauxel Hbf – Europaplatz – Castrop Münsterplatz | 60 min                  |
| NE1   | Recklinghausen Hbf → Viehtor → Paulusviertel → Stuckenbusch → Hochlarmark → RE-Süd Bf → Grullbad Hochstr. → Recklinghausen-Süd → König Ludwig → Röllinghausen → Suderwich → Berghausen → Quellberg → Recklinghausen Hbf NachtExpress: In den Nächten von Freitag auf Samstag, Samstag auf Sonntag und vor Feiertagen        | 60 min                  |

## Sehenswürdigkeiten

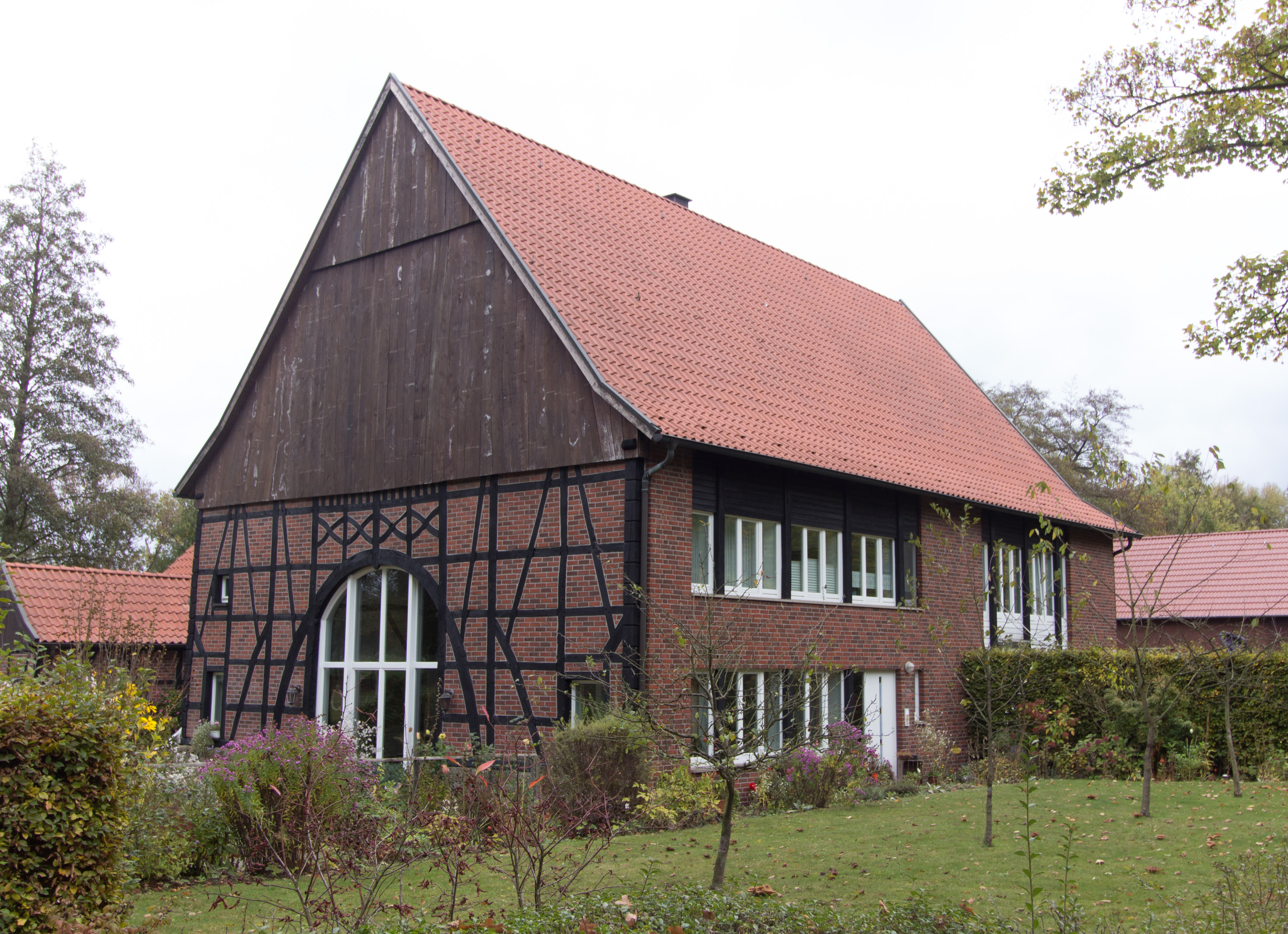
Denkmalgeschütztes Bauernhaus im Nordosten des Stadtteils

Aus der Liste der Baudenkmäler in Recklinghausen liegt genau ein Bauwerk im heutigen Stadtteil Röllinghausen, das Bauernhaus Röllinghäuser Str. 193.